# Deutschkanadier
Als Deutschkanadier (englisch German Canadians) werden in Kanada kanadische Staatsbürger mit deutschen Wurzeln bezeichnet. Der Begriff schließt auch ethnische Deutsche ein, die vor ihrer Einwanderung außerhalb des damaligen deutschen Staatsgebiets lebten, so auch Schweizer, Österreicher, Russlanddeutsche oder Rumäniendeutsche sowie deren Nachfahren. Ein großer Teil gehörte religiösen Gruppierungen wie den Mennoniten an, die aufgrund der dort herrschenden Religionsfreiheit Kanada als neue Heimat wählten.
Die kanadische Volkszählung von 2021 ergab eine Anzahl von 2.955.695 Personen mit deutschen Vorfahren (Ethnische oder kulturelle Herkunft). Das entspricht 8,1 % der Gesamtbevölkerung Kanadas mit 36.328.475 Einwohnern. Rechnet man deutschsprachige Nationen hinzu, so sind 145.570 Schweizer und 189.535 Österreicher für das Jahr 2021 zu berücksichtigen.

## Geografische Schwerpunkte

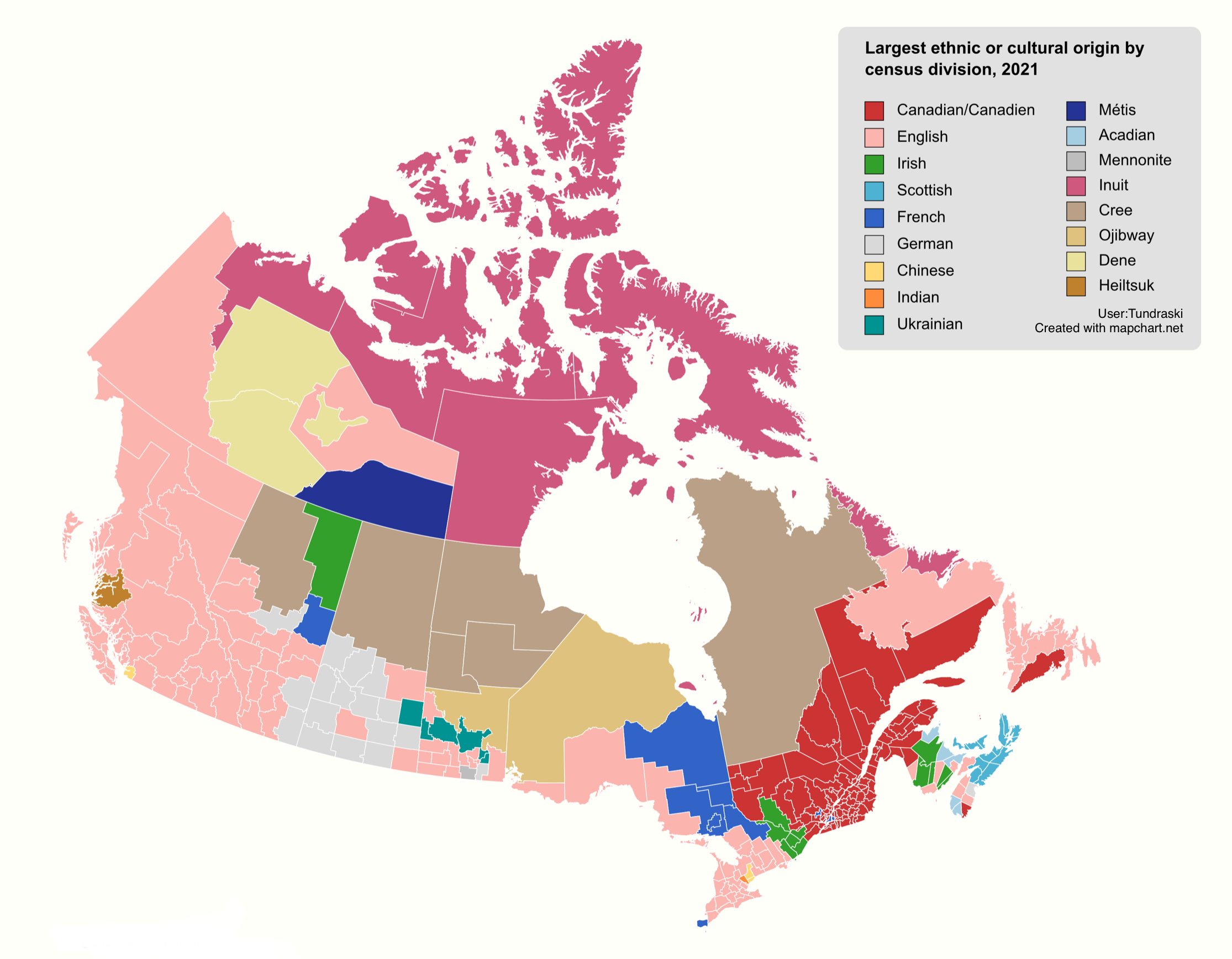
Grau gekennzeichnet: Gebiete mit mehrheitlich deutschstämmiger Bevölkerung (Census 2021)

Die deutschstämmige Bevölkerung konzentriert sich vor allem auf die Prärieprovinzen Kanadas; in Saskatchewan stellt die Gruppe mit 30 % die größte Bevölkerungsgruppe dar. Auch Manitoba und Alberta können eine große Anzahl an Deutschstämmigen vorweisen; hier liegen die Werte bei etwa 20 %. Damit sind die Deutschkanadier in diesen Provinzen die zweitgrößte Bevölkerungsgruppe. In allen genannten Provinzen wird vor allem der bevölkerungsreichere Süden von Deutschstämmigen besiedelt.
Ältere Siedlungen Deutscher liegen in der Provinz Ontario wie Alfred and Plantagenet, Brock, Casselman, Cobourg, Horton, Limerick, Minden Hills oder Schreiber sowie in der Umgegend des früheren Berlin, das heute Kitchener heißt. Im Süden der Halbinsel Nova Scotia (siehe auch Abschnitt Geschichte) findet sich eine Vielzahl deutscher Ortsnamen wie das als UNESCO-Weltkulturerbe bekannte Lunenburg, das West-Berlin, die Voglers Cove (dt. Bucht), der Stadtteil Schmidtville in Halifax oder auch – auf Englisch übersetzt – das New Germany.
Die fünf kanadischen Städte mit der größten absoluten deutschstämmigen Bevölkerung sind (Stand 2011):
1. Toronto: 220.135
2. Vancouver: 187.410
3. Winnipeg: 109.355
4. Kitchener: 93.325
5. Montreal: 83.850

## Geschichte

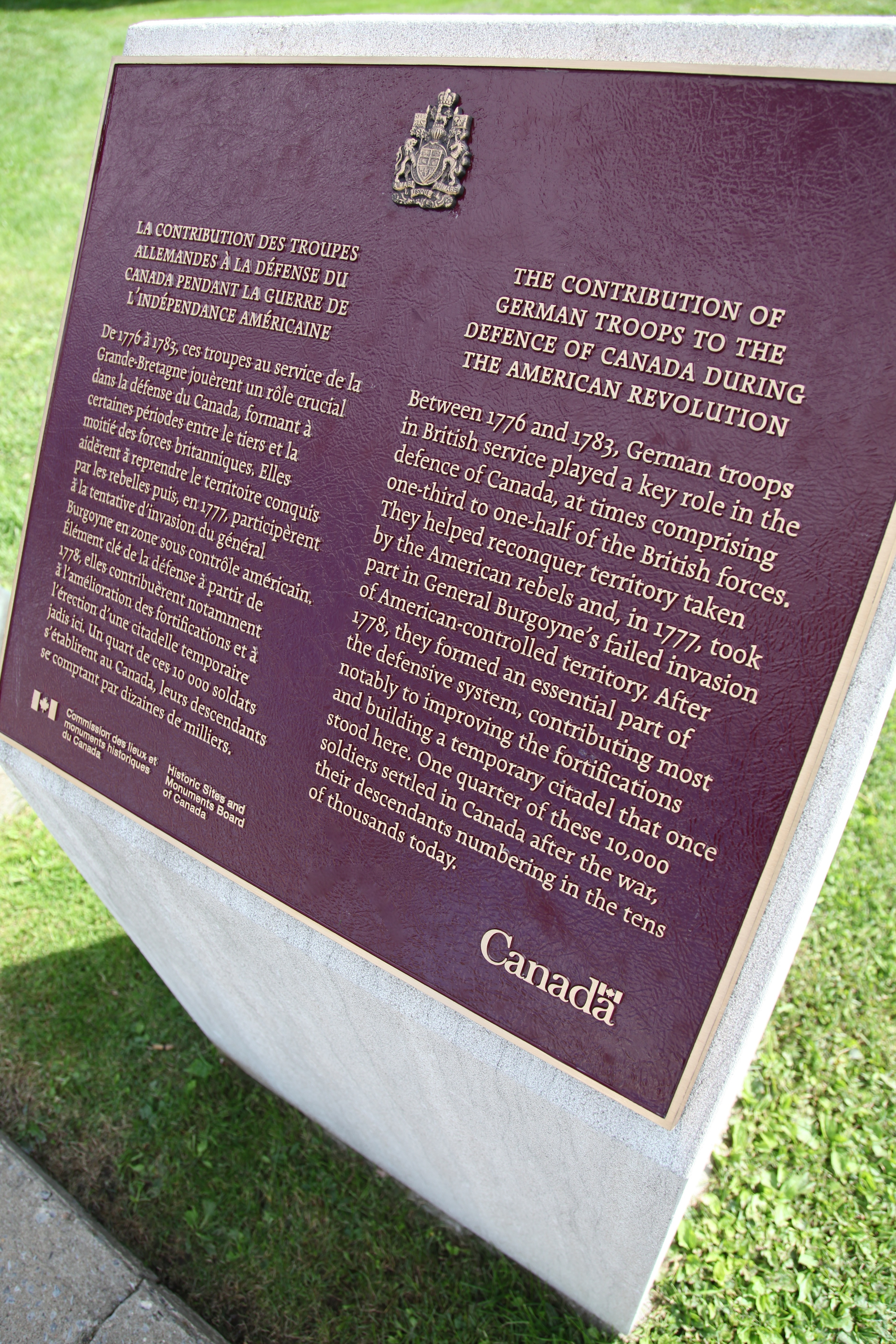
Inschrift auf der Gedenktafel im Stadtpark von Quebec Les Plaines d'Abraham: „Beitrag deutscher Truppen bei der Verteidigung Kanadas während des Amerikanischen Unabhängigkeitskrieges“.

### Frühe Neuzeit
Bereits nach Neufrankreich immigrierten ab der Gründung 1608 einige, wenige Deutsche und vermischten sich mit der dort ansässigen, aus Frankreich stammenden sowie der akadischen Bevölkerung. Der bedeutendste davon war Johann Georg Pfotzer (1752–1848), ein aus dem badischen Willstätt stammender Geschäftsmann. Größere Personenzahlen folgten jedoch erst nach der britischen Eroberung Kanadas im Jahr 1759 am Ende des Siebenjährigen Krieges sowie der Annexion Nova Scotias. Insbesondere nach dem Städtchen Lunenburg, das bereits 1753 als der Ort des British Empire gegründet worden war. Anfangs wurde es von sogenannten „ausländischen“ Protestanten, den Foreign Protestants bewohnt, die größtenteils aus der Pfalz und aus Württemberg in Deutschland, der Schweiz und dem protestantischen Fürstentum Montbéliard in Frankreich kamen. Sie wurden von Lord Cornwallis in das noch junge Kanada geholt, indem er ihnen freie Religionsausübung und kostenlosen Landbesitz versprach und zudem die Überfahrt finanzierte.
Die Amerikanische Revolution brachte ebenfalls eine Immigrationswelle hervor, da ein großer Teil der deutschen Bevölkerung von New York und Pennsylvania loyal gegenüber der britischen Krone eingestellt war und deswegen in die Ost-Kantone (Eastern Townships) von Kanada umsiedelte, das zu diesem Zeitpunkt immer noch zum britischen Kolonialreich gehörte. Zudem griff die britische Armee auf Söldner aus deutschen Kleinstaaten zurück, die damals als Hessians bekannt waren, da sie mehrheitlich aus der Landgrafschaft Hessen-Cassel stammten. Insgesamt rekrutierte das britische Königshaus zwischen 1776 und 1783 um die 30.000 Soldaten aus dem damaligen Deutschland. In diesen sieben Jahren spielten diese Truppen eine entscheidende Rolle bei der Verteidigung Kanadas und stellten zeitweise von einem Drittel bis zur Hälfte der Truppenstärke der britischen Streitkräfte. Nach der Entlassung aus dem Dienst wählten rund 2.200 dieser Soldaten Kanada zu ihrer neue Heimat. Historisch verbrieft ist, dass sich davon rund 1.200 deutsche Söldner dauerhaft in Québec niederließen und sich dort verheirateten. Diverse Familiennamen sind heute noch vorhanden, wie etwa Arnold, Hamel, Jacobi, Kauffholz, Trester, Wagner oder Wilhelmy.
Eine größere Anzahl von Deutsch sprechenden Mennoniten aus Pennsylvania floh aus den Vereinigten Staaten in Richtung südwestliches Ontario. Die dann dort bestehende große Gemeinde zog auch rund 50.000 Mennoniten aus dem deutschen Mutterland an.

### 19. bis 21. Jahrhundert
Im Zuge einer größeren Einwanderungswelle ab 1886 kam wegen der Verfolgung unter dem zaristischen Regime nochmals eine bedeutende Zahl von Mennoniten und Hutterern aus Russland nach Kanada. Die russlanddeutschen Einwanderer konnten sich besonders gut an die Lebenssituation in den Prärien Westkanadas anpassen, da sie ähnliche Verhältnisse von Russland gewohnt waren. Einen zusätzlichen Schub erhielt die Einwanderung in den 1920er Jahren, als die Vereinigten Staaten mit Quoten die Immigration von Osteuropäern einschränkten. Kurz danach allerdings brach auch die Einwanderung nach Kanada ein, da dieser Staat die Immigration ebenfalls zu limitieren begann, um große Einwanderungszahlen von vor dem Nazi-Regime Flüchtenden zu verhindern.
Während des Ersten Weltkriegs war die deutschstämmige Bevölkerung einer allgemeinen antideutschen Stimmung ausgesetzt. Deutsche Zeitungen wurden verboten und deutsche Schulen wurden geschlossen. Unter diesem Druck anglisierten manche Familien ihre Nachnamen; ein Großteil sprach die deutsche Sprache nur im Geheimen. Viele Orte wurden umbenannt, beispielsweise das kanadische Berlin in Kitchener. Während des Zweiten Weltkriegs war es ebenso und teilweise noch schlimmer. Die überwiegende Mehrheit der Deutschkanadier teilte die Ansichten des Nazi-Regimes nicht, wählten sie doch schon vorher eher liberal. Dem Ruf Hitlers, nach Deutschland zurückzukehren, folgten nur etwa 1 % der Deutschkanadier.
Seit dem Zweiten Weltkrieg sind rund 400.000 Deutsche nach Kanada emigriert.

## Kultur
Die Deutschkanadier sind wie auch die Deutschamerikaner in den Vereinigten Staaten in der Öffentlichkeit weniger präsent als andere Einwanderergruppen, da beide Gruppen relativ stark assimiliert sind. Doch ist der Gebrauch der deutschen bzw. plattdeutschen Sprache mit einem Anteil von rund 1 % an der Gesamtbevölkerung Kanadas weiter verbreitet als in den USA. Ein teilweiser Verlust ihrer Kultur und Sprache ist vor allem auf die antideutsche Stimmung in der kanadischen Gesellschaft während der Weltkriege zurückzuführen (siehe Abschnitt Geschichte).
In jüngerer Zeit wird das deutsche Erbe wieder gepflegt. Die Deutschkanadier sind in verschiedenen Klubs und Vereinen organisiert; auch im Zusammenhang mit der Kirche gibt es ein Vereinsleben. Es gibt zudem Kirchen, in denen deutsche oder plattdeutsche Gottesdienste gehalten werden.
Das größte Oktoberfest außerhalb Deutschlands wird in Kitchener gefeiert; dort findet auch ein Christkindlmarkt statt.

## Bekannte Deutschkanadier
- Randy Bachman, Rockmusiker
- Bobby Bauer, Eishockeyspieler
- Walter Bauer, Autor
- Henry Beissel, Autor
- William Moll-Berczy, Mitgründer der Stadt York (heute Toronto)
- Justin Bieber, Sänger
- Gregor von Bochmann, wissenschaftlicher Informatiker
- Sarah Chalke, Schauspielerin
- Gary Doer, Politiker
- John Diefenbaker, Premierminister Kanadas
- Woody Dumart, Eishockeyspieler
- William Aberhart, Premierminister der Provinz Alberta
- Leslie Feist, Sängerin
- Sonja Finck, Literaturübersetzerin
- Ron Fischer, Eishockeyspieler
- Karl Friesen, Eishockeyspieler
- Hartmut Froeschle, Germanist, Autor
- Frederick Philip Grove, Autor
- Dany Heatley, Eishockeyspieler
- Gerhard Herzberg, Chemiker und Physiker
- Anna Maria Kaufmann, Musikerin
- Craig Kielburger, Kinderrechtler
- Taylor Kitsch, Schauspieler
- Cindy Klassen, Sportlerin
- Ralph Klein, Politiker
- Harold Kreis, Eishockeyspieler
- Ralph Krueger, Eishockeyspieler
- Kathryn Dawn Lang, Sängerin
- Silken Laumann, Sportlerin
- Heinz E. Lehmann, Psychiater
- Almuth Lütkenhaus, Künstlerin
- Howie Morenz, Eishockeyspieler
- Scott Niedermayer, Eishockeyspieler
- Rob Niedermayer, Eishockeyspieler
- Werner O. Packull, Historiker
- John Polanyi, Chemiker und Physiker
- Roy Roedger, Eishockeyspieler
- Milt Schmidt, Eishockeyspieler
- Earl Seibert, Eishockeyspieler
- Martin Sonnenberg, Eishockeyspieler
- Miriam Toews, Schriftstellerin
- Vic Toews, Politiker
- John Tripp, Eishockeyspieler
- John Vernon, Schauspieler
- Eberhard Heinrich Zeidler, Architekt
- Deadmau5, Musikproduzent
- Alexander Ludwig, Schauspieler
- Robert Zepp, Eishockeyspieler

## Literatur

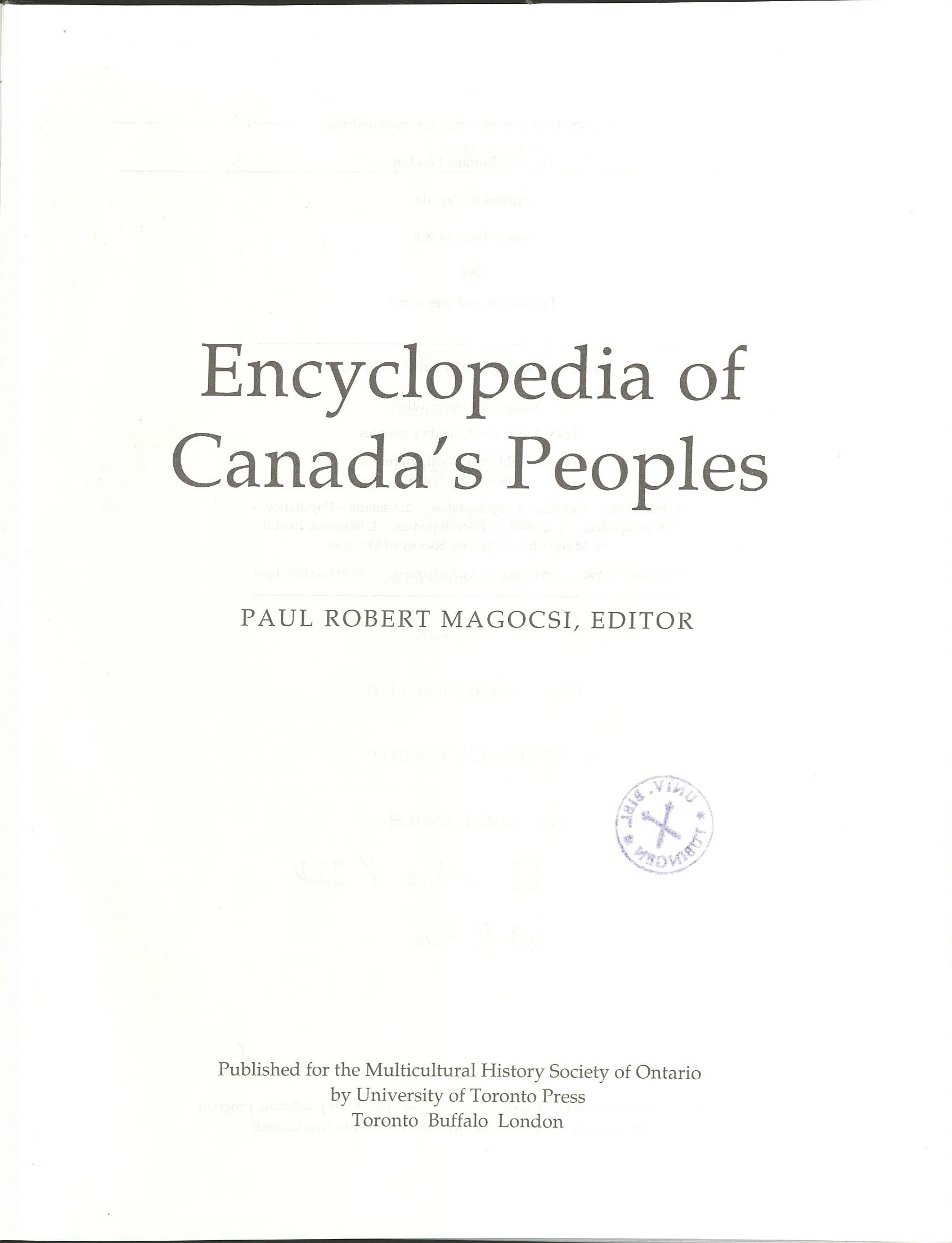
Encyclopedia of Canada's peoples (1999)